# نسارة عليا (مقاطعة ديواندرة)
نسارة عليا (بالفارسية: نساره علیا) هي قرية تقع في منطقة مركزية ريفية في إيران. يقدر عدد سكانها بـ 1,187 نسمة .